# Robert Klanten
Robert Klanten (* 1964 in Viersen) ist ein deutscher Verleger. Er ist Mitgründer, einer der Geschäftsführer und Miteigentümer des Die Gestalten Verlags.

## Leben
Klanten wuchs am Niederrhein bei seinen Großeltern auf. Als Jugendlicher spielte er Bass in verschiedenen Indierockbands.
Er studierte Industriedesign an der Folkwang Universität der Künste in Essen, brach sein Studium allerdings ab. Gemeinsam mit seinem Studienfreund Andreas Peyerl organisierte und kuratierte Klanten in Frankfurt am Main die Experimente Schauen.
Anfang der 1990er Jahre ließ er sich in Berlin nieder. Gemeinsam mit Markus Hollmann-Loges und Andreas Peyerl gründete er ein Grafikbüro, das zunächst vor allem Flyer für Techno-Clubs und Raves produzierte.

### Die Gestalten Verlag
1995 gründete Klanten zusammen mit seinen Geschäftspartnern Hollmann-Loges und Peyerl den Die Gestalten Verlag, der sich zu einem namhaften Kunstbuchverlag entwickelte. Anlass für die Verlagsgründung war die Veröffentlichung eines als Localizer 1.0 betitelten Buches, das die drei Grafiker über die Techno-Kunst und visuelle Aspekte der Technokultur entworfen hatten.
Nach dem Ausscheiden seiner früheren Geschäftspartner führte Klanten den Verlag allein. Im Zuge eines Insolvenzverfahrens wurden im Jahr 2017 50 % der Unternehmensanteile des Die Gestalten Verlages an den Verlag MairDumont veräußert. Klanten ist seither einer von zwei Geschäftsführern des Verlages.
Klanten ist Mitglied im Präsidium und Schatzmeister des Rats für Formgebung.
Er lebt mit seiner Frau und zwei Söhnen in Berlin.